# Lista de povos indígenas do Brasil

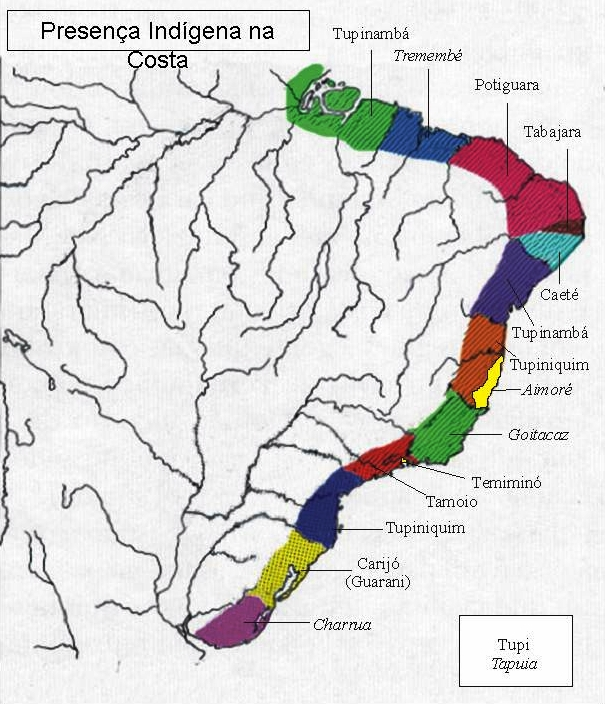
Distribuição dos povos indígenas brasileiros no século XVI.

Nesta lista de povos indígenas do Brasil, são elencadas algumas listagens de etnias apresentadas por diferentes autores.
São mais de 300 etnias, que falam cerca de 274 línguas diferentes, e possuem uma rica cultura e tradições ancestrais.
Na antropologia, as listagens e classificações dos indígenas costumam levar em conta principalmente características linguísticas (ver Línguas indígenas do Brasil), embora outros traços culturais também possam ser usados. Em alguns casos, no passado, eram usadas também características corporais.

## Gabriel Soares de Souza (séc. XVI)
De acordo Gabriel Soares de Souza (1587), cujo trabalho é citado também por Frei Jaboatão (1761) e Couto de Magalhães (1935), os seguintes povos habitavam a costa brasileira no século XVI (grafia da época):
- Tapuias
- Potiguara
- Caetés
- Tupinambá
- Tupiniquins
- Papaná
- Aimoré
- Goitacás
- Tamoio
- Guaianás
- Carijó
- Tapuias do Sul (Charrua e Minuanos)

## Von den Steinen (séc. XIX)
Classificação dos povos, segundo Karl von den Steinen:
- Tupis
- Gês
- Caraíbas
- Nu-Aruaks ou Maipure
- Goitacá (Waitaka)
- Panos
- Miranhas
- Guaicurus (Waikuru)

## Angyone Costa (1934)
Classificação de Angyone Costa (1934), com critérios linguísticos, etnográficos e geográficos:

### Tupis no litoral[6]
- Tupinambás
- Potiguares
- Caetés
- Tabajaras
- Tupiniquins
- Temiminós
- Tamoios
- Tupis

### Tupis na bacia amazônica[7]
- Guajajuras (ou Gojajaras, Uayayás)
- Turiauaras
- Pacajás
- Maranos (ou Miranos)
- Tembés
- Manaiés (ou Amanajés)
- Auanbês
- Guajás
- Auambês
- Manaxos
- Tapiranhas
- Jacundás
- Tapirapés
- Nambiguaras
- Canoeiros
- Xingus
- Taconhapés (ou Tukunapeuas)
- Aracajús
- Guahuaras
- Guayapis
- Chipayas
- Curuayas (ou Curuahés)
- Manitsautis
- Auêtos
- Kamayuras
- Tupinambaranos
- Maués (Manguaz ou Mau-aris)
- Mundurucús
- Apiacás
- Parintintins
- Tapanahunas
- Tapanhoananhuns
- Timaonas
- Raipe-Chichis (ou Aipo-Sissis)
- Kayabis
- Capaíbas (ou Cauaípes, Parintintins)

Tupis, em sentido estrito'
- - Paranáus
  - Uirapés
  - Tacanatibas-iriauhúns
- Nhogapis
- Yurimaguas
- Omaguas ou cambebas
- Cocamas
- Cocamillas
- Xabitaonas
- Parianas
- Miranhas
- Spaulos
- Pauxis
- Mara-guaçús
- Paikipirangas
- Oiampis e emerilions
- Calayonas
- Caripunas

### Povos do sul do Brasil[8]
- Arechans
- Charruas
- Goianáses (ou guainazes)
- Minuanos
- Carijós
- Tupis e Guaranis
  - Apapocuvas
  - Zanyguas
  - Oguaivas
  - Cainguás (ou Caaguás)
  - Cheirus
  - Abahuguays
  - Paiaguaçus
  - Ybytyguás
  - Abachiripás
  - Arés (ou Botocudos)
  - Guaiaqui (ou Guachaqui)
  - Tabajaras

### Povos coexistentes com os Tupis[9]
- Gês
- Caraíbas
- Nu-Aruaks
- Kiriris
- Panos
- Guaicurus
- Goitatás
- Carajás
- Bororos
- Trumais
- Parecis
- Nambiquiras

### Grupos pouco estudados
- Betoias (ou Tucanos)
- Tacanas
- Pebas
- Catuquinas
- Macus
- Chauapanas
- Tapirapés

## ISA (2018)
A seguir, uma lista de povos indígenas do Brasil, contendo o nome mais comum, língua, estado onde vive e tamanho da população indígena, de acordo com o Instituto Socioambiental (ISA).
| Nome em português     | Outros nomes e grafias | Família / Língua                                                     | UF (Brasil) Países limítrofes                                       | População censo / estimativa | Ano  |
| --------------------- | --- | -------------------------------------------------------------------- | ------------------------------------------------------------------- | ---------------------------- | ---- |
| Aicanãs               | Aikaná, Massaká, Tubarão, Cassupá, Corumbiara | Aicanã                                                               | Rondônia                                                            | 180                          | 2005 |
| Ajurus                | Xauayaunaeukaa | Tupari                                                               | Rondônia                                                            | 77                           | 2001 |
| acuntus               | Acuntus | Tupi-guarani                                                         | Rondônia                                                            | 6                            | 2005 |
| Amanaiés              | Amanayé | Tupi-guarani                                                         | Pará                                                                | 192                          | 2001 |
| Amondauas             | Amondawa, Uru-eu-uau-uau | Tupi-guarani                                                         | Rondônia                                                            | 83                           | 2003 |
| Anambés               | | Tupi-guarani                                                         | Pará                                                                | 132                          | 2000 |
| Aparaís               | | Caribe                                                               | Pará                                                                | 415                          | 1998 |
| Apiacás               | Apiaká | Apiacá                                                               | Mato Grosso                                                         | 192                          | 2001 |
| Apinajés              | Apinayé, Apinaié | Jê                                                                   | Tocantins                                                           | 1262                         | 2003 |
| Apolimas-araras       | | Português                                                            | Acre                                                                | ?                            |      |
| Apurinãs              | | Aruaque                                                              | Amazonas                                                            | 2779                         |      |
| Aranãs                | | Português                                                            | Minas Gerais                                                        | ?                            |      |
| Arapaços              | Arapaso | Tucano                                                               | Amazonas                                                            | 328                          |      |
| Araras-do-pará        | | Caribe                                                               | Pará                                                                | 195                          |      |
| Araras-chauanauá      | | Pano                                                                 | Acre                                                                | 200                          |      |
| Araras-do-aripuanã    | | Tupi-guarani                                                         | Mato Grosso                                                         | 150                          |      |
| Arauetés              | Araweté | Araueté                                                              | Pará                                                                | 278                          |      |
| Aricapus              | Arikapu | Jabuti                                                               | Rondônia                                                            | 19                           |      |
| Aruás                 | | Aruá                                                                 | Rondônia                                                            | 58                           |      |
| Aquáuas               | Assuriní, Akwáwa (subgrupos: Assurinis-do-tocantis e do-xingu)                                                                                    | Tupi-guarani                                                         | Pará                                                                | 303                          |      |
| Aticuns-umãs          | Aticum, Atikim-uman | Português                                                            | Pernambuco                                                          | 2743                         |      |
| Avás-canoeiros        | | Tupi-guarani                                                         | Tocantins e Goiás                                                   | 16                           |      |
| Auetis                | Aweti | Aueti                                                                | Mato Grosso                                                         | 138                          |      |
| Bacairis              | Bakairi | Caribe                                                               | Mato Grosso                                                         | 950                          |      |
| Banauás               | Banawa | Aruá                                                                 | Amazonas                                                            | 100                          |      |
| Baniuas               | Baniwa |                                                                      | Amazonas, Colômbia e Venezuela                                      | 5141 (6790) (3236)           |      |
| Barás                 | | Tucano                                                               | Amazonas e Colômbia                                                 | 39 (296)                     |      |
| Barasanas             | | Tucano                                                               | Amazonas e Colômbia                                                 | 61 (939)                     |      |
| Barés                 | | Nheengatu                                                            | Amazonas e Venezuela                                                | 2790 (1210)                  |      |
| Bororos               | | Bororo                                                               | Mato Grosso                                                         | 1024                         |      |
| Campas                | Kampa, Achaninca, Ashaninka | Aruaque                                                              | Acre e Peru                                                         | 813 (55000 em 1993)          |      |
| Chamacocos            | | Samuco                                                               | Mato Grosso do Sul e Paraguai                                       | 40 (908)                     |      |
| Cintas-largas         | | Tupi-mondé                                                           | Rondônia e Mato Grosso                                              | 1300                         |      |
| Denis                 | | Arauá                                                                | Amazonas                                                            | 736                          |      |
| Desanos               | | Tucano                                                               | Amazonas e Colômbia                                                 | 1531 (2036)                  |      |
| Dous                  | Dow, Dow Maku | Macu                                                                 | Amazonas                                                            | 100                          |      |
| Euaruianas            | Ewarhuyana | ?                                                                    | Pará                                                                | 12                           |      |
| Fulniôs               | Fulni-ô | Iatê                                                                 | Pernambuco                                                          | 2930                         |      |
| Galibis               | | Caribe e crioulo (patois)                                            | Amapá e Guiana Francesa                                             | 28 (2000)                    |      |
| Galibis-maruornos     | Galibi-Marworno | Crioulo (patois)                                                     | Amapá                                                               | 1764                         |      |
| Gaviões-mondés        | | Mondé                                                                | Rondônia                                                            | 436                          |      |
| Guajás                | Awá | Tupi-guarani                                                         | Maranhão                                                            | 280                          |      |
| Paracatejês-gaviões   | Gavião-Rorokateyê | Timbira oriental                                                     | Pará                                                                | 420                          | 2010 |
| Pucobiés-gaviões      | Gavião-pykopjê | Timbira oriental                                                     | Maranhão                                                            | 250                          |      |
| Kyikatejês-gaviões    | Gavião-Koykateyê | Timbira oriental                                                     | Pará                                                                | 381                          | 2010 |
| Guajajaras            | | Tupi-guarani                                                         | Maranhão                                                            | 13100                        |      |
| Goitacás              | Goytacaz | ?                                                                    | Rio de Janeiro                                                      | Exterminados                 |      |
| Guaranis              | Subgrupos: Ñandeva, Caiouá e Mbia | Tupi-guarani                                                         | Argentina, Bolívia, Paraguai, Uruguai e Brasil (RS/SC/PR, SP/RJ/MS) | 34000 (Brasil)               |      |
| Guatós                | | Guató                                                                | Mato Grosso do Sul                                                  | 372                          |      |
| Hupdás                | | Macu                                                                 | Amazonas e Colômbia                                                 | ?                            |      |
| Hixkaryanas           | Hiskariana, Hexkaryana | Caribe                                                               | Pará e Roraima                                                      | 1242                         |      |
| Icpengues             | Txicão, Ikpeng, Txikão | Caribe                                                               | Mato Grosso                                                         | 319                          |      |
| Ingaricós             | Ingarikó | Caribe                                                               | Roraima, Guiana e Venezuela                                         | 675 (4000) (728)             |      |
| Iranxes               | | Iranxe                                                               | Mato Grosso                                                         | 326                          |      |
| Jabutis               | | Jabuti                                                               | Rondônia                                                            | 123                          |      |
| Jamamadis             | Yamamadi, Kanamanti | Arauá, Jamamadi                                                      | Amazonas                                                            | 800                          |      |
| Jarauaras             | Jarawara, Jarauara, Yarawara, Jaruára, Yokana | Arauá, jarawara                                                      | Amazonas                                                            | 160                          |      |
| Javaés                | | Carajá                                                               | Tocantins                                                           | 919                          |      |
| Jenipapos-canindés    | Jenipapo-Kanindé | Português                                                            | Ceará                                                               | 220                          |      |
| Jiahuis               | | Tupi-guarani                                                         | Amazonas                                                            | 50                           |      |
| Jiripancós            | | Português                                                            | Alagoas                                                             | 1500                         |      |
| Jumas                 | | Tupi-guarani                                                         | Amazonas                                                            | 7                            |      |
| Caetés                | Kaa-ete | Tupi-guarani                                                         | Pernambuco/Alagoas                                                  | Exterminados                 |      |
| Caapores              | Kaapor | Tupi-guarani                                                         | Maranhão                                                            | 800                          |      |
| Cadiuéus              | Kadiwéu | Guaicuru                                                             | Mato Grosso do Sul                                                  | 1592                         |      |
| Caiabis               | Kaiabis | Tupi-guarani                                                         | Mato Grosso e Pará                                                  | 1000                         |      |
| Caimbés               | Kaimbé | Português                                                            | Bahia                                                               | 1270                         |      |
| Caingangues           | Kaingangue | Jê                                                                   | SP/PR/SC/RS                                                         | 25000                        |      |
| Caixanas              | Kaixana | Português                                                            | Amazonas                                                            | 224                          |      |
| Calabaças             | Calabassa | ?                                                                    | Ceará                                                               | ?                            |      |
| Calancós              | Kalankó | ?                                                                    | Alagoas                                                             | 230                          |      |
| Calapalos             | Kalapalo | Caribe                                                               | Mato Grosso                                                         | 417                          |      |
| Camaiurás             | Kamaiurá | Tupi-guarani                                                         | Mato Grosso                                                         | 355                          |      |
| Cambas                | Kamba | ?                                                                    | Mato Grosso do Sul                                                  | ?                            |      |
| Cambebas              | Kambeba | Tupi-guarani                                                         | Amazonas                                                            | 156                          |      |
| Cambiuás              | Kambiwá | Português                                                            | Pernambuco                                                          | 1578                         |      |
| Canamaris             | Kanamari | Catuquino                                                            | Amazonas                                                            | 1327                         |      |
| Apaniecras-canelas    | Kanela-Apaniekra | Jê                                                                   | Maranhão                                                            | 458                          |      |
| Canindés              | Kanindé | Português                                                            | Ceará                                                               | ?                            |      |
| Canoês                | Kanoê | Canoê                                                                | Rondônia                                                            | 95                           |      |
| Cantarurés            | Kantaruré | Português                                                            | Bahia                                                               | 353                          |      |
| Capinauás             | Kapinawá | Português                                                            | Pernambuco                                                          | 422                          |      |
| Carajás               | Karajá | Carajá                                                               | Mato Grosso, Tocantins e Pará                                       | 2500                         |      |
| Carapanãs             | Karapanã | Tucano                                                               | Amazonas e Colômbia                                                 | 42 (412)                     |      |
| Carapotós             | Karapotó | Português                                                            | Alagoas                                                             | 796                          |      |
| Caripunas             | Karipuna | Tupi-guarani                                                         | Rondônia                                                            | 21                           |      |
| Caripunas-do-amapá    | Karipuna-do-Amapá | crioulo (patois francês)                                             | Amapá                                                               | 1708                         |      |
| Cariris               | Kariri | Português                                                            | Ceará                                                               | ?                            |      |
| Cariris-xocós         | Kariri-Xocó | Português                                                            | Alagoas                                                             | 1500                         |      |
| Caritianas            | Karitiana | Ariquem                                                              | Rondônia                                                            | 206                          |      |
| Araras-de-rondônia    | Karo | Ramarama                                                             | Rondônia                                                            | 184                          |      |
| Caruazus              | Karuazu | Português                                                            | Alagoas                                                             | ?                            |      |
| Catuquinas            | Katukina | Catuquino                                                            | Amazonas                                                            | 289                          |      |
| Catuquinas-pano       | Katukina-Pano | Pano                                                                 | Acre e Amazonas                                                     | 318                          |      |
| Catxuianas            | Katxuyana | Caribe                                                               | Pará                                                                | 69                           |      |
| Caxararis             | Kaxarari | Pano                                                                 | Amazonas e Rondônia                                                 | 269                          |      |
| Caxinauás             | Kaxinawá | Pano                                                                 | Acre e Peru                                                         | 3964 (1400)                  |      |
| Caxixós               | Kaxixó | Português                                                            | Minas Gerais                                                        | ?                            |      |
| Caiapós               | Kayapó (subgrupos: Gorotire, A'ucre, Quicretun, Mecrãnoti, Cuben-cran-quen, Cocraimoro, Mentuctire, Xicrin e Cararaô)                             | Caiapó (Jê)                                                          | Mato Grosso e Pará                                                  | 7096                         |      |
| Quiriris              | Kiriri | Português                                                            | Bahia                                                               | 1401                         |      |
| Cocamas               | Kocama | Tupi-guarani                                                         | Amazonas, Peru e Colômbia                                           | 622 (10705) (236)            |      |
| Corubos               | Korubo | Pano                                                                 | Amazonas                                                            | 250                          |      |
| Craós                 | Krahó | Timbira oriental                                                     | Tocantins                                                           | 1900                         |      |
| Crenaques             | Krenak | Crenaque                                                             | Minas Gerais                                                        | 150                          |      |
| Cricatis              | Krikati | Jê                                                                   | Maranhão                                                            | 620                          |      |
| Cubeos                | Kubeo | Tucano                                                               | Amazonas e Colômbia                                                 | 287 (4238)                   |      |
| Cuicuros              | Kuikuro | Caribe                                                               | Mato Grosso                                                         | 450                          |      |
| Cujubins              | Kujubim | Txapacura                                                            | Rondônia                                                            | 27                           |      |
| Culinas-madirrás      | Kulina-Madihá | Arauá Culina                                                         | Acre, Amazonas e Peru                                               | 2318 (300)                   |      |
| Culinas-pano          | Kulina Pano | Pano                                                                 | Amazonas                                                            | 20                           |      |
| Curipacos             | Kuripako | Aruaque                                                              | Amazonas e Colômbia                                                 | 1115 (?)                     |      |
| Curuaias              | Kuruaya | Família linguística mundurucu Curuaia                                | Pará                                                                | 115                          |      |
| Cuazás                | Kwazá | Cuazá                                                                | Rondônia                                                            | 25                           |      |
| Machineris            | | Aruaque                                                              | Acre                                                                | 459                          |      |
| Macurapes             | Macurap | Tupari                                                               | Rondônia                                                            | 267                          |      |
| Macunas               | Makuna | Tucano                                                               | Amazonas e Colômbia                                                 | 168 (528)                    |      |
| Macuxis               | Makuxi | Caribe                                                               | Roraima e Guiana                                                    | 16500 (7500)                 |      |
| Marubos               | | Pano                                                                 | Amazonas                                                            | 1043                         |      |
| Matipus               | | Caribe                                                               | Mato Grosso                                                         | 119                          |      |
| Matises               | | Matis                                                                | Amazonas                                                            | 239                          |      |
| Matsés                | | Pano                                                                 | Amazonas e Peru                                                     | 829 (1000)                   |      |
| Maxacalis             | Tikmû'ûn, Mãxakani | Maxakalí                                                             | Minas Gerais                                                        | 1400                         |      |
| Meinacos              | Mehinako | Aruaque                                                              | Mato Grosso                                                         | 199                          |      |
| Menquis               | Menki | Iranxe                                                               | Mato Grosso                                                         | 78                           |      |
| Miranhas              | | Bora                                                                 | Amazonas e Colômbia                                                 | 613 (445)                    |      |
| Miritis-tapuias       | Mirity-Tapúya, Miriti, Buriti | Tucano                                                               | Amazonas                                                            | 95                           |      |
| Mundurucus            | Munduruku | Mundurucu                                                            | Pará                                                                | 7500                         |      |
| Muras                 | | Mura                                                                 | Amazonas                                                            | 5540                         |      |
| Nadobes               | | Macu                                                                 | Amazonas                                                            | 300                          |      |
| Nauquás               | Nahukuá | Caribe                                                               | Mato Grosso                                                         | 105                          |      |
| Nambiquaras           | Nambikwara(subgrupos: Nambiquara-do-campo, Nambiquara-do-norte, Nambiquara-do-sul)                                                                | Nambiquara                                                           | Mato Grosso e Rondônia                                              | 1145                         |      |
| Naruvotos             | | Caribe                                                               | Mato Grosso                                                         | 78                           |      |
| Nauas                 | | Português                                                            | Acre                                                                | 458                          |      |
| Nuquinis              | Nukini | Pano                                                                 | Acre                                                                | 458                          |      |
| Ofaiés                | Ofayé | Ofaié                                                                | Mato Grosso do Sul                                                  | 56                           |      |
| Oro-uins              | Oro Win | Txapacura                                                            | Rondônia                                                            | 50                           |      |
| Paiteres              | | Mondé                                                                | Rondônia                                                            | 920                          |      |
| Uaris                 | Pakaa-Nova | Txapacura                                                            | Rondônia                                                            | 1930                         |      |
| Palicures             | Palikur | Aruaque                                                              | Amapá e Guiana Francesa                                             | 918 (470)                    |      |
| Panarás               | Kenhacarore, Kreen Acarore, Krenacore, Índios Gigantes da Amazônia                                                                                | Crenhacarore                                                         | Mato Grosso e Pará                                                  | 202                          |      |
| Pancararés            | Pankararé | Português                                                            | Bahia                                                               | 1500                         |      |
| Pancararus            | Pankararu | Português                                                            | Pernambuco                                                          | 4146                         |      |
| Pancarus              | Pankaru | Português                                                            | Bahia                                                               | 84                           |      |
| Paracanãs             | Parakanã | Tupi-guarani                                                         | Pará                                                                | 800                          |      |
| Parecis               | | Aruaque                                                              | Mato Grosso                                                         | 1293                         |      |
| Parintintins          | | Tupi-guarani                                                         | Amazonas                                                            | 156                          |      |
| Patamonas             | | Caribe                                                               | Roraima e Guiana                                                    | 50 (5500)                    |      |
| Pataxós               | | Português                                                            | Bahia                                                               | 2790                         |      |
| Pataxós-hã-hã-hães    | | Português                                                            | Bahia                                                               | 2219                         |      |
| Paumaris              | | Aruaque                                                              | Amazonas                                                            | 870                          |      |
| Pipipãs               | | Português                                                            | Pernambuco                                                          | ?                            |      |
| Pirarrãs              | Mura-pirarrã, Mura-Pirahã, Pirahã | Mura                                                                 | Amazonas                                                            | 360                          |      |
| Piratapuias           | | Tucano                                                               | Amazonas e Colômbia                                                 | 1004 (400)                   |      |
| Pitaguaris            | Pitaguary | Português                                                            | Ceará                                                               | 871                          |      |
| Potiguaras            | Subgrupos: Potiguaras-da-lagoa-dos-néris, da-serra-das-matas, da-viração e de-monte-nebo                                                          | Potiguara e português                                                | Paraíba                                                             | 7575                         |      |
| Poianauas             | Poyanawa | Pano                                                                 | Acre                                                                | 403                          |      |
| Puris                 | | Macro-jê                                                             | ES/MG/RJ                                                            | Exterminados                 |      |
| Rikbaktsas            | Ricbactas | Ricbacsa                                                             | Mato Grosso                                                         | 909                          |      |
| Sacurabiates          | Sakurabiate | Tupari                                                               | Rondônia                                                            | 66                           |      |
| Saterés-maués         | Sateré-Mawé | Maué                                                                 | Amazonas e Pará                                                     | 7134                         |      |
| Chanenauas            | Shanenawa | Pano                                                                 | Acre                                                                | 178                          |      |
| Sirianos              | | Tucano                                                               | Amazonas e Colômbia                                                 | 17 (665)                     |      |
| Suruís                | | Tupi-guarani                                                         | Pará                                                                | 185                          |      |
| Suiás                 | Suyá | Jê                                                                   | Mato Grosso                                                         | 334                          |      |
| Tabajaras             | Subgrupos: Tabajaras-da-maratoã, da-serra-das-melancias, de-ipueiras, de-poranga, de-quiterianópolis, do-olho-d’água-dos-canutos e da-grota-verde | Português                                                            | Ceará                                                               | ?                            |      |
| Tabajaras             | | Português                                                            | Paraíba                                                             | ?                            |      |
| Tapaiunas             | Tapayuna | Jê                                                                   | Mato Grosso                                                         | 58                           |      |
| Tapuracus             | | Português                                                            | Maranhão                                                            | 471                          |      |
| Tapaxanas             | | Português                                                            | Maranhão                                                            | 691                          |      |
| Tapebas               | | Português                                                            | Ceará                                                               | 2491                         |      |
| Tapirapés             | | Tupi-guarani                                                         | Mato Grosso                                                         | 438                          |      |
| Tapuias               | | Português                                                            | Goiás                                                               | 235                          |      |
| Tarianas              | | Aruaque                                                              | Amazonas e Colômbia                                                 | 1914 (205)                   |      |
| Taurepangues          | Pemon, Kapon | Caribe                                                               | Roraima e Venezuela                                                 | 532 (21000)                  |      |
| Tembés                | | Tupi-guarani                                                         | Pará e Maranhão                                                     | 820                          |      |
| Tenharins             | | Caguaíva                                                             | Amazonas                                                            | 585                          |      |
| Terenas               | | Aruaque                                                              | Mato Grosso do Sul                                                  | 15795                        |      |
| Ticunas               | | Ticuna                                                               | Amazonas, Peru e Colômbia                                           | 32613 (4200) (4535)          |      |
| Tingui-botós          | | Português                                                            | Alagoas                                                             | 350                          |      |
| Tiriós                | Tiriyó (subgrupos: Tsicuiana e Caiana) | Caribe                                                               | Pará e Suriname                                                     | 735 (376)                    |      |
| Torás                 | | Txapacura                                                            | Amazonas                                                            | 51                           |      |
| Tremembés             | Subgrupos: Tremembés-de-almofala, de-são-josé-e-buriti, do-córrego-joão-pereira e de-queimadas                                                    | Português                                                            | Ceará                                                               | 5000                         |      |
| Trucás                | Truká | Português                                                            | Pernambuco                                                          | 1333                         |      |
| Trumais               | | Trumai                                                               | Mato Grosso                                                         | 120                          |      |
| Tsunhuns-djapás       | Tsohom Djapá, Tyonhwak Dyapa, Tucano | Catuquino                                                            | Amazonas                                                            | 100                          |      |
| Tucanos               | Tukano | Tucano                                                               | Amazonas e Colômbia                                                 | 4604 (6330)                  |      |
| Tumbalalás            | | Português                                                            | Bahia                                                               | 900                          |      |
| Tuparis               | | Tupari                                                               | Rondônia                                                            | 338                          |      |
| Tupinambás            | Subgrupos: Tamoios, Tupinambás-de-belmonte, de-crateús e de-olivença                                                                              | Português                                                            | SP/RJ/BA                                                            | ?                            |      |
| Tupiniquins           | Temiminós | Português                                                            | Espírito Santo                                                      | 1386                         |      |
| Turiuaras             | Turiwara | Tupi-guarani                                                         | Pará                                                                | 60                           |      |
| Tuxás                 | | Português                                                            | Bahia e Pernambuco                                                  | 1630                         |      |
| Tuiúcas               | Tuyuka | Tucano                                                               | Amazonas e Colômbia                                                 | 593 (570)                    |      |
| Umutinas              | | Bororo                                                               | Mato Grosso                                                         | 124                          |      |
| Uaiuais               | Waiwai (subgrupos: Carafauiana, Xereu, Catuena e Mauaiana)                                                                                        | Caribe                                                               | Roraima, Amazonas, Pará e Guiana                                    | 2020 (130)                   |      |
| Uaimiris-atroaris     | Waimiri-Atroari | Caribe                                                               | Roraima e Amazonas                                                  | 930                          |      |
| Oiampis               | Wajãpi | Oiampi                                                               | Amapá e Guiana Francesa                                             | 525 (412)                    |      |
| Uananos               | Wanana | Tucano                                                               | Amazonas e Colômbia                                                 | 447 (1113)                   |      |
| Uapixanas             | Wapixana | Aruaque                                                              | Roraima e Guiana                                                    | 6500 (4000)                  |      |
| Uarequenas            | Warekena | Aruaque                                                              | Amazonas e Venezuela                                                | 491 (409)                    |      |
| Uassus                | Wassu | Português                                                            | Alagoas                                                             | 1447                         |      |
| Uaurás                | Wauja | Aruaque                                                              | Mato Grosso                                                         | 321                          |      |
| Uaianas               | Wayana | Caribe                                                               | Pará, Suriname e Guiana Francesa                                    | 415 (400) (800)              |      |
| Uitotos               | Witoto | Uitoto                                                               | Amazonas, Colômbia e Peru                                           | ? (5 939) (2775)             |      |
| Xacriabás             | Xakriabá | (Jê), Akwen                                                          | Minas Gerais                                                        | 7665                         |      |
| Xambioás              | | Carajá                                                               | Tocantins                                                           | 185                          |      |
| Xavantes              | | (Jê), Akwen                                                          | Mato Grosso                                                         | 9602                         |      |
| Xerentes              | | (Jê), Akwen                                                          | Tocantins                                                           | 1814                         |      |
| Xetás                 | | Tupi-guarani                                                         | Paraná                                                              | 8                            |      |
| Caiapós-xicrins       | Xikrim, Mebegnokre, Kayapó, Put Karot | (Jê), Caiapó,                                                        | Pará                                                                | 1052                         |      |
| Xipaias               | Xipayas | Juruna                                                               | Pará                                                                | 595                          |      |
| Xoclengues            | Xokleng | Xoclengue                                                            | Santa Catarina                                                      | 757                          |      |
| Xocós                 | Xokó | Português                                                            | Sergipe                                                             | 250                          |      |
| Xucurus               | Xukurú, Xucurus do Ororubá | Português                                                            | Pernambuco                                                          | 6363                         |      |
| Xucurus-cariris       | Xukurú-Karirí | Português                                                            | Alagoas                                                             | 1820                         |      |
| Jaminauás             | Yaminawa, Iaminauá | Pano                                                                 | Acre, Peru e Bolívia                                                | 618 (324) (630)              |      |
| Ianomâmis             | Subgrupos: Ianomam, Ianomamo, Sanumá e Ninam (ou Ianan)                                                                                           | Família linguística Ianomami Ianomami Ninan ou Ianan Sanumá Ianomamo | Roraima, Amazonas e Venezuela                                       | 32000                        | 2015 |
| Iaualapitis           | Yawalapiti | Aruaque                                                              | Mato Grosso                                                         | 208                          |      |
| Iauanauás             | Yawanawá | Pano                                                                 | Acre                                                                | 450                          |      |
| Iecuanas              | Yekuana,Ye´kwana, Maquiritare e Maiongong | Caribe                                                               | Roraima e Venezuela                                                 | 426 (3632)                   |      |
| Jurunas               | Yudjá | Juruna                                                               | Pará e Mato Grosso                                                  | 278                          |      |
| Hupdah                | Hupd'äh, Hupda | Macu                                                                 | Amazonas e Colômbia                                                 | 1200                         |      |
| Rancocamecras-canelas | Kanela-Rankokamekra | Jê                                                                   | Maranhão                                                            | 1330                         |      |
| Yuhupdeh              | Yuhup, Yuhupde | Macu                                                                 | Amazonas e Colômbia                                                 | 600                          | 2007 |
| Zoés                  | Zo'é | Tupi-guarani                                                         | Pará                                                                | 152                          |      |
| Zorós                 | | Mondé                                                                | amazonas                                                            | 414                          |      |
| Suruuarrás            | Zuruahã, Suruwahá | Aruaque                                                              | Amazonas                                                            | 143                          |      |
| Aconãs                | |                                                                      |                                                                     |                              |      |
| Anacés                | |                                                                      |                                                                     |                              |      |
| Jucás                 | |                                                                      |                                                                     |                              |      |
| Calabaças-jandaíras   | |                                                                      |                                                                     |                              |      |
| Eleotérios-do-catu    | |                                                                      |                                                                     |                              |      |
| Caxagós               | |                                                                      |                                                                     |                              |      |
| Koiupankás            | |                                                                      |                                                                     |                              |      |
| Mokuriñ               | |                                                                      |                                                                     |                              |      |
| Pancaiucás            | |                                                                      |                                                                     |                              |      |
| Paiacus               | |                                                                      |                                                                     |                              |      |
| Pipipãs de Cambixuru  | |                                                                      |                                                                     |                              |      |
| Uassus-cocais         | |                                                                      |                                                                     |                              |      |

## Povos Indígenas por região
| Os povos indígenas do Brasil por região | Os povos indígenas do Brasil por região |
| --------------------------------------- | --------------------------------------- |
| Norte                                   | 238                                     |
| Nordeste                                | 35                                      |
| Centro-Oeste                            | 38                                      |
| Sudeste                                 | 18                                      |
| Sul                                     | 29                                      |

| Local               | 1991    | 2000    | 2010    |
| Região Norte        | 124.613 | 213.445 | 305.873 |
| Rondônia            | 4.132   | 10.683  | 12.015  |
| Acre                | 4.743   | 8.009   | 15.921  |
| Amazonas            | 67.882  | 113.391 | 168.680 |
| Roraima             | 23.426  | 28.128  | 49.637  |
| Pará                | 16.132  | 37.681  | 39.081  |
| Amapá               | 3.245   | 4.972   | 7.408   |
| Tocantins           | 5.053   | 10.581  | 13.131  |
| Região Nordeste     | 55.849  | 170.389 | 208.691 |
| Maranhão            | 15.674  | 27.571  | 35.272  |
| Piauí               | 314     | 2.664   | 2.944   |
| Ceará               | 2.694   | 12.198  | 19.336  |
| Rio Grande do Norte | 394     | 3.168   | 2.597   |
| Bahia               | 16.023  | 64.240  | 19.149  |
| Paraíba             | 3.778   | 10.088  | 53.284  |
| Pernambuco          | 10.576  | 34.669  | 14.509  |
| Alagoas             | 5.690   | 9.074   | 5.219   |
| Sergipe             | 706     | 6.717   | 56.381  |
| Região Sudeste      | 42.714  | 161.189 | 97.960  |
| Minas Gerais        | 6.118   | 48.720  | 31.112  |
| Espírito Santo      | 14.473  | 12.746  | 9.160   |
| Rio de Janeiro      | 8.956   | 35.934  | 15.894  |
| São Paulo           | 13.167  | 63.789  | 41.794  |
| Região Sul          | 30.334  | 84.748  | 74.945  |
| Paraná              | 10.977  | 31.488  | 25.915  |
| Santa Catarina      | 4.884   | 14.542  | 16.041  |
| Rio Grande do Sul   | 14.473  | 38.718  | 32.989  |
| Região Centro-Oeste | 52.735  | 104.360 | 130.494 |
| Mato Grosso do Sul  | 32.755  | 53.900  | 73.295  |
| Mato Grosso         | 16.548  | 29.196  | 42.538  |

Fonte: Censos 1991, 2000 e 2010 | IBGE.

### Região Norte
238 povos:
- Amanayé
- Amundava
- Anambé
- Anapuáka
- Anavilhanas
- Andirá-Marau
- Aninawã
- Apiaká
- Apinajé
- Apurinã
- Arara
- Arapium
- Arara da Volta Grande do Xingu
- Arara do Acre
- Arara do Igarapé Humaitá
- Arara do Rio Amônia
- Arara do Rio Branco
- Arara do Rio Curuçá
- Arara do Rio Guaporé
- Arara do Rio Muqui
- Arara do Rio Omerê
- Arara do Rio Urupadi
- Arara do Rio Xinane
- Arara do Riozinho do Alto Envira
- Arara dos Tucujus
- Arara Juma
- Arara Kambeba
- Arara Kaxinawá
- Arara Madijá
- Arara Pucá
- Arara Vermelha
- Aruá
- Aruána
- Aruáteua
- Asurini
- Awa-Guajá
- Awá-Paiter
- Awá-Uej
- Ayri
- Bacairi
- Bakairi
- Baniwa
- Bará
- Barasana
- Baré
- Bawahaa
- Betânia
- Borari
- Caiabi
- Camicuã
- Canamari
- Canela
- Canoeiro
- Capichana
- Cara Preta
- Carapanã
- Carapanaúba
- Caraparu
- Caririana
- Caruazinho
- Cassupá
- Caturu
- Caviana
- Chamicuro
- Chavante
- Chiquitano
- Cubeo
- Culina
- Deni
- Desana
- Diahoi
- Djapá
- Enawenê-nawê
- Erevatí
- Galibi
- Gavião do Jiparaná
- Gavião Ikólóéhj
- Gavião Parkatejê
- Gavião Pukobie
- Gavião Pykoby
- Guajajara
- Guajá
- Guajára
- Guajuru
- Guaná
- Guaraní
- Gueguê
- Hixkaryana
- Huni Kui
- Huni Kuin
- Ianomâmi
- Ifè
- Ikpeng
- Ingarikó
- Ipesi
- Ipurinã
- Iwamidjá
- Iwao
- Ixkiri
- Jaminawa
- Jamurikumá
- Juma
- Juruna
- Juruena
- Juruá
- Juruá-Purus
- Jutaí
- Kagwahiva
- Kaiabi
- Kaingangue
- Kalabasso
- Kalankó
- Kamaiurá
- Kambeba
- Kanamanti
- Kanamari
- Kanela do Tocantins
- Karajá
- Karapanã
- Karipuna
- Karipuna de Rondônia
- Karitiana
- Karipuná
- Kaxarari
- Kaxinawá
- Kaxinawá da Mata
- Kaxinawá de Feijó
- Kaxinawá do Baixo Rio Envira
- Kaxinawá do Rio Humaitá
- Kaxinawá do Rio Jordão
- Kaxinawá do Rio Tarauacá
- Kaxinawá do Rio Tejo
- Kaxinawá do Riozinho do Alto Envira
- Kaxinawá do Vale do Juruá
- Kaxuyana
- Kehyeng
- Ketembtsúna
- Kichwa
- Kinarua
- Kintal
- Kisedje
- Krikati
- Kubeo
- Kuikuro
- Kulina
- Kuntanawa
- Kwazá
- Macurap
- Makuráp
- Madijá
- Makuxi
- Maku-Nadeb
- Maku-Tukano
- Maku-Yuhup
- Maku-Waika
- Maraguá
- Marubo
- Matís
- Matis-Ahua-Ahua
- Mayoruna
- Mbyá-Guarani
- Miriti-Tapuia
- Munduruku
- Mura
- Nadeb
- Nadöb
- Nambikwara
- Napo
- Nawa
- Nukini
- Nukini-Madijá
- Ofayé-Xavante
- Oro-Waram
- Pakaanóva
- Palikur
- Pankararé
- Pankararú
- Pankararú-Kariri
- Pankararú-Xukuru-Kariri
- Pankararú-Xukuru-Kariri do São Francisco
- Pankarú
- Paresi
- Parintintin
- Patamona
- Pataxó
- Pataxó Hã-Hã-Hãe
- Paumarí
- Pirahã
- Pitaguary
- Potiguara
- Pukobie
- Puruborá
- Rikbaktsa
- Sáliba
- Sateré-Mawé
- Shanenawa
- Siona
- Siriano
- Suruí
- Suruí Paiter
- Tapajó
- Tapeba
- Tapirapé
- Tapirapé do Pará
- Tapirapé-Akroá
- Tariana
- Taterka'l
- Taurepang
- Tchicão
- Tenharim
- Terena
- Ticuna
- Tikuna
- Tikuna-Matapi
- Tirió
- Tocantinense
- Tsohom Djapa
- Tucano
- Tucano-Pankararu
- Tukano
- Tukano-Ocaina
- Tukano-Tuyuka
- Tukano-Witoto
- Tumbalalá
- Tupari
- Tupi-Mondé
- Tuyuca
- Txikão
- Umutina
- Uru-Eu-Wau-Wau
- Uru-Pa-In
- Waiãpi
- Waiká
- Waimiri-Atroari
- Waiwai
- Wanano
- Wapixana
- Warao
- Warao do Rio Mucajaí
- Warao do Rio Negro
- Warao do Rio Orinoco
- Warao do Rio Tacutu
- Warao do Rio Uailiaña
- Warao do Rio Uraricoera
- Warekena
- Warikyana
- Wayampi
- Wayana
- Wayoro
- Wenja
- Wichi
- Xakriabá
- Xavante
- Xavánte de Marãiwatsédé
- Xerente
- Xetá
- Xipaya
- Xiriana
- Xocó
- Xokleng
- Xucuru-Kariri
- Xukuru do Ororubá
- Yanomami
- Yawalapiti
- Yawarana
- Yekuana
- Yudja
- Yuhup
- Yuhupdeh
- Zoró
- Kaxuyana
- Kichwa
- Kintamani
- Kobewa
- Kokama
- Kokáma do Alto Rio Negro
- Kokama do Japurá
- Kokama do Médio Solimões
- Kokama Pirá
- Korubo
- Krikati
- Kubeo
- Kulina
- Kumenê
- Kuntanawa
- Kuruáya
- Kwazá
- Kyikatêjê
- Macurap
- Makurap
- Maku
- Maku da Boca do Uaupés
- Maku do Jutaí
- Maku do Rio Negro
- Maku do Uaupés
- Marubo
- Matipuhy
- Mayoruna
- Miriti-tapuia
- Miriwã
- Mura
- Mura-Pirahã
- Mynky
- Nadöb
- Nadeb
- Nambikwara do Campo
- Nambikwara do Guaporé
- Nambikwara do Juruena
- Nambikwara do Rio Branco
- Nambikwara do Rio Negro
- Napinawé
- Nawa
- Nawat
- Nhambiquara do Morro
- Nhambiquara do Rio Branco
- Nukini
- Nukini Madijá
- Ofaie-Xavante
- Ofaié
- Oro Win
- Pakaanóva
- Palikur
- Pankararé
- Pankararú
- Pankararú-Karuaçu
- Pankararú-utuhu
- Pankararu
- Pankararu-karuaçu
- Pankararu-utuhu
- Pankaruru
- Paresi
- Passé
- Patamona
- Paumarí
- Pirahã
- Potiguara do Ribeirão
- Potiguara de Monte-Mór
- Potiguara de Jericó
- Potiguara de Morada Nova
- Potiguara de Sapeaçu
- Puruborá
- Rikbaktsa
- Sabanê
- Salamãi
- Sateré-Mawé
- Suruí
- Suruí de Rondônia
- Tapeba
- Tapirapé
- Tapirapé do Pontal
- Tapuia
- Tariana
- Taruma
- Tatuyo
- Tawahka
- Tawandê
- Tawerá
- Tenetehara
- Tenharim
- Tiquié
- Tirió
- Tocantins
- Tucano
- Tukano
- Tukano do Alto Rio Negro
- Tukano do Içana
- Tukano do Rio Tiquié
- Tumbalalá
- Tumbalalá-Letá
- Tumbalalá-Pataxó
- Tumbalalá-Xocleng
- Tumbalalá-Xocó
- Tupari
- Tupinambá
- Tuxá
- Txapanawa
- Txikão
- Txikão do Xingu
- Txuca
- Uanano
- Uru-Eu-Wau-Wau
- Waiãpi
- Waimiri-Atroari
- Waiwai
- Wanano
- Warao
- Warao do Marajó
- Warao do Pará
- Warekena
- Warikama Djapá
- Waurá
- Wayana
- Wotchimaucú
- Xavánte
- Xerente
- Xetá
- Xicrin
- Xikrin do Catete
- Xikrin do Rio Cateté
- Xipaya
- Xokó
- Xokó do Sergipe
- Xukuru

### Região Nordeste
Ver também: Povos indígenas no Nordeste do Brasil
35 povos:
- Atikum
- Kambiwá
- Karapotó
- Kariri-Xocó
- Kiriri
- Koiupanká
- Krikati
- Kwarayuté
- Pankararu
- Pankararé
- Pankará
- Pankarurú
- Pataxó
- Pataxó Hã-Hã-Hãe
- Payayá
- Pipipã
- Potiguara
- Tapuia
- Tuxá
- Truká
- Tupinambá
- Wassu Cocal
- Xacriabá
- Xocó
- Xukuru
- Xukuru-Kariri
- Fulni-ô
- Jenipapo-Kanindé
- Tremembé
- Karuazu
- Tupinikim
- Tupiniquim
- Krenak
- Tumbalalá
- Karuá

### Região Centro-Oeste
38 povos:
- Apiaká
- Araweté
- Bororo
- Cinta Larga
- Enawenê-nawê
- Gavião
- Guarani-Kaiowá
- Guató
- Ikpeng
- Irantxe
- Kadiwéu
- Kamaiurá
- Karajá
- Karo
- Karitiana
- Kaxarari
- Kayabi
- Kisedje
- Kinikinau
- Kuikuro
- Laranjinha-Tapirapé
- Manoki
- Mehinaku
- Munduruku
- Myky
- Nambikwara
- Panará
- Paresi
- Suyá
- Terena
- Trumai
- Umutina
- Waurá
- Xavante
- Yawalapiti
- Yudjá
- Zoró
- Zuruahã

### Região Sudeste
18 povos:
- Guarani
- Tupi
- Kaingang
- Terena
- Xavante
- Krenak
- Guarani Mbya
- Fulni-ô
- Pataxó
- Guarani Ñandeva
- Guarani Kaiowá
- Avá-Canoeiro
- Xerente
- Krahô
- Maxakali
- Tupinambá
- Puruborá
- Botocudo

### Região Sul
29 povos:
- Guarani
- Kaingang
- Xokleng
- Xetá
- Charrua
- Minuano
- Tupiniquim
- Mbyá
- Guarani Ñandeva
- Kaiová
- Krenak
- Kamé
- Avá-Guarani
- Guató
- Terena
- Ofaié
- Xokó
- Xavante
- Bororo
- Guaná
- Nhandeva
- Kanela
- Kayowá
- Fulni-ô
- Xerente
- Pataxó
- Kadiwéu
- Kaingáng do Rio Grande do Sul
- Laklãnõ / Xokleng do Rio Grande do Sul

## Todos os Povos indígenas do Brasil
Lista de todos os povos brasileiros 
- Amanayé
- Amundava
- Anambé
- Ananindeua
- Anapuáka
- Anauáka
- Anavilhanas
- Andirá-Marau
- Aninawã
- Apiaká
- Apinajé
- Apurinã
- Arara
- Arapium
- Arara da Volta Grande do Xingu
- Arara do Acre
- Arara do Igarapé Humaitá
- Arara do Rio Amônia
- Arara do Rio Branco
- Arara do Rio Curuçá
- Arara do Rio Guaporé
- Arara do Rio Muqui
- Arara do Rio Omerê
- Arara do Rio Urupadi
- Arara do Rio Xinane
- Arara do Riozinho do Alto Envira
- Arara dos Tucujus
- Arara Juma
- Arara Kambeba
- Arara Kaxinawá
- Arara Madijá
- Arara Pucá
- Arara Vermelha
- Aruá
- Aruána
- Aruáteua
- Asurini
- Awa-Guajá
- Awá-Paiter
- Awá-Uej
- Ayri
- Bacairi
- Bakairi
- Baniwa
- Bará
- Barasana
- Baré
- Bawahaa
- Betânia
- Borari
- Botocudo
- Caiabi
- Camicuã
- Canamari
- Canela
- Canoeiro
- Capichana
- Cara Preta
- Carapanã
- Carapanaúba
- Caraparu
- Caririana
- Caruazinho
- Cassupá
- Caturu
- Caviana
- Chamicuro
- Chavante
- Chiquitano
- Cubeo
- Culina
- Deni
- Desana
- Diahoi
- Djapá
- Enawenê-nawê
- Erevatí
- Galibi
- Gavião do Jiparaná
- Gavião Ikólóéhj
- Gavião Parkatejê
- Gavião Pukobie
- Gavião Pykoby
- Guajajara
- Guajá
- Guajára
- Guajurus
- Guaná
- Guaraní
- Gueguê
- Hixkaryana
- Huni Kui
- Huni Kuin
- Ianomâmi
- Ifè
- Ikpeng
- Ingarikó
- Ipesi
- Ipurinã
- Iwamidjá
- Iwao
- Ixkiri
- Jaminawa
- Jamurikumá
- Juma
- Juruna
- Juruena
- Juruá
- Juruá-Purus
- Jutaí
- Kagwahiva
- Kaiabi
- Kaingangue
- Kalabasso
- Kalankó
- Kamaiurá
- Kambeba
- Kanamanti
- Kanamari
- Kanela do Tocantins
- Karajá
- Karapanã
- Karipuna
- Karipuna de Rondônia
- Karitiana
- Karipuná
- Kaxarari
- Kaxinawá
- Kaxinawá da Mata
- Kaxinawá de Feijó
- Kaxinawá do Baixo Rio Envira
- Kaxinawá do Rio Humaitá
- Kaxinawá do Rio Jordão
- Kaxinawá do Rio Tarauacá
- Kaxinawá do Rio Tejo
- Kaxinawá do Riozinho do Alto Envira
- Kaxinawá do Seringal Cachoeira
- Kaxinawá do Seringal Curralinho
- Kaxinawá do Seringal Mucuripe
- Kaxinawá do Seringal Novo Destino
- Kaxinawá do Seringal São Luís
- Kaxinawá do Seringal Tucumã
- Kaxinawá do Seringal Vista Alegre
- Kaxuyana
- Kayabi
- Kayapó
- Kaxuiana
- Kichwa
- Kimbundu
- Kokama
- Kokwari
- Krahô
- Krenyê
- Kubeo
- Kulina
- Kuripako
- Kuruaia
- Kwazá
- Macurap
- Makuráp
- Makuxi
- Maku
- Mamaindê
- Mandanawa
- Manoki
- Marubo
- Matis
- Mawayana
- Mehinaku
- Miriti-Tapuia
- Munduruku
- Mura
- Mura-Pirahã
- Nadöb
- Nadeb
- Nambiquara
- Nanbikuara
- Ninam
- Nukini
- Omagua
- Oro Win
- Pakanova
- Pamãali
- Pamiriari
- Pankararu
- Pankararé
- Pankararu-Karuaçu
- Pankará
- Pankararú
- Pankararú de Poço Redondo
- Pankararú de Santana do Ipanema
- Pankararú do Brejo dos Padres
- Pankararú do Jericoacoara
- Pankararú do Riacho de Areia
- Pankararú do São Francisco
- Pankararú-Truká
- Pankararu-Xukuru
- Pankararu-Yatê
- Pankararu-Zabelê
- Pankararu-Zé Gomes
- Pankararuku
- Pankararuky
- Pankararu-Renascença
- Pankararu-Santa Maria da Boa Vista
- Pankararu-Tacaratu
- Pankarawãja
- Pankarawari
- Pankarawat
- Pankarawin
- Pankarawyi
- Pankará-wynj
- Paresi
- Passé
- Pataxó
- Pataxó Hã-Hã-Hãe
- Pataxó Parkatejê
- Pataxó de Barra Velha
- Pauini
- Piaroa
- Pirahã
- Piratapuia
- Pitaguary
- Potiguara
- Poyanawa
- Pukobiê
- Pume
- Puri
- Puruborá
- Puyanawa
- Rikbaktsa
- Sakirabiá
- Sakurabiat
- Salumã
- Samará
- Sápara
- Sateré-Mawé
- Sateré
- Savana
- Sawré
- Suyá
- Tabajara
- Tabalascada
- Tabancale
- Taboca
- Tabojara
- Takunyapé
- Tamanquinhos
- Tapajó
- Tapayúna
- Tapirapé
- Tapuia
- Tariana
- Tatuyo
- Tembé
- Tenetehara
- Terena
- Ticuna
- Tikuna
- Tiriyó
- Tocantinense
- Tremembé
- Truká
- Tsohom Djapá
- Tukano
- Tupari
- Tupi
- Tupinambá
- Turiwara
- Tuxá
- Tuyuca
- Uanana
- Uarí
- Uru-Eu-Wau-Wau
- Uru-Pa-In
- Waimiri-Atroari
- Wai-Wai
- Waorani
- Warekena
- Warrau
- Wassú
- Wayampi
- Wichí
- Witoto
- Wuauanã
- Xakriabá
- Xambioá
- Xavánte
- Xerente
- Xetá
- Xocó
- Xokleng
- Xukuru
- Xukuru-Kariri
- Yãnãnawa
- Yanomami
- Yawanawá